# Dekan von Windsor

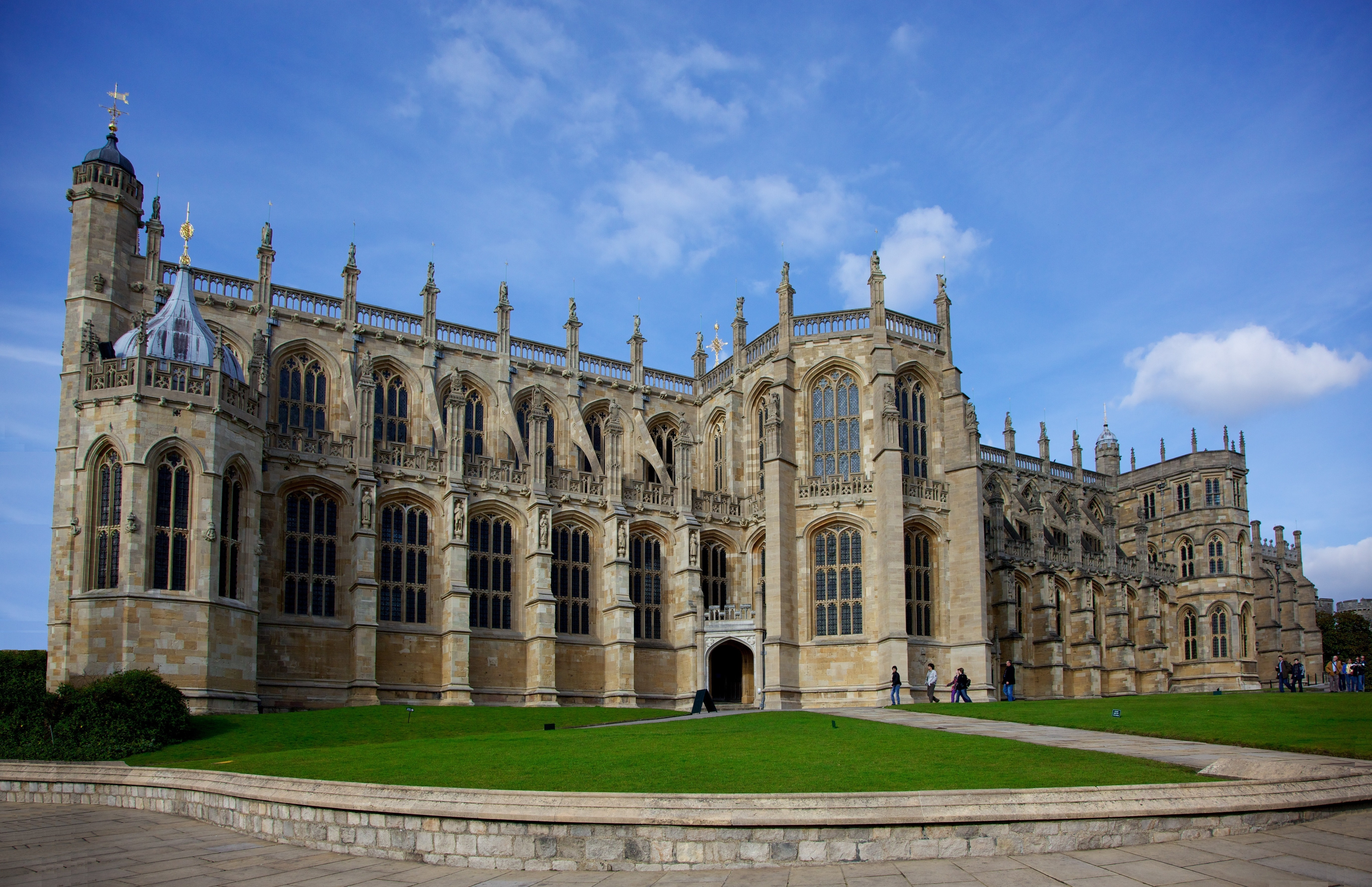
St George’s Chapel, Windsor

Der Dekan von Windsor ist das geistliche Oberhaupt der Kanoniker der St George’s Chapel, Windsor Castle, England. Der Dekan leitet die Kapitelsitzungen der Kanoniker als primus inter pares. Das Dekanat  Wolverhampton wurde 1480 vom Dekanat Winsor aufgenommen.

## Liste der Dekane
- 1348: William Mugge
- 1380: Walter Almaly
- 1403: Thomas Butler
- 1412: Richard Kingston
- 1417: John Arundel
- 1452: Thomas Manning
- 1462: John Faux
- 1470: William Morland
- 1473: William Dudley
- 1476: Peter Courtenay
- 1478: Richard Beauchamp
- 1481: Thomas Danett
- 1483: William Bealey
- 1484: John Morgan
- 1495: Christopher Urswick (auch Erzdiakon von Wilts, Erzdiakon von Richmond bis 1500, Erzdiakon von Norfolk ab 1500, Rektor von Hackney ab 1502 und Archdeacon of Oxford ab 1504)
- 1505: Christopher Bainbridge
- 1507: Thomas Hobbs
- 1510: Nicholas West
- 1515: John Vesey
- 1519: John Clerk
- 1523: Richard Sampson
- 1536: William Franklyn
- 1553: Owen Oglethorpe
- 1556: Hugh Weston
- 1557: John Boxall (deprived)
- 1559: George Carew
- 1572: William Day
- 1595: Robert Bennet
- 1602: Giles Thomson
- 1612: Anthony Maxey
- 1618: Marco Antonio de Dominis
- 1622: Henry Beaumont
- 1628: Matthew Wren
- 1635: Christopher Wren
- 1658: Edward Hyde
- 1660: Bruno Ryves
- 1677: John Durell
- 1683: Francis Turner
- 1684: Gregory Hascard
- 1708: Thomas Manningham
- 1709: John Robinson
- 1713: The Lord Willoughby de Broke
- 1729: Peniston Booth
- 1765: The Hon Frederick Keppel
- 1778: The Hon John Harley
- 1788: John Douglas
- 1791: The Hon James Cornwallis
- 1794: Charles Manners-Sutton
- 1805–1816: Edward Legge
- 1816–1846: Henry Hobart
- 1846–1854: George Neville-Grenville
- 1854–1882: Gerald Wellesley
- 1882–1884: George Connor
- 1884–1891: Randall Davidson
- 1891–1917: Philip Eliot
- 1917–1944: Albert Baillie
- 1944–1962: Eric Hamilton
- 1962–1971: Robin Woods
- 1971–1976: Launcelot Fleming
- 1976–1989: Michael Mann
- 1989–1997: Patrick Mitchell
- 1998–2023: David Conner
- seit 2023: Christopher Cocksworth